# 52 Hydrae
52 Hydrae (l Hydrae) é uma estrela na direção da Hydra. Possui uma ascensão reta de 14h 28m 10.44s e uma declinação de −29° 29′ 29.7″. Sua magnitude aparente é igual a 4.97. Considerando sua distância de 415 anos-luz em relação à Terra, sua magnitude absoluta é igual a −0.56. Pertence à classe espectral B7/B8V.